# Stadsbrand van Enschede (1750)
Op 20 mei 1750 werd een deel van Enschede door brand verwoest. De verwoesting was minder groot dan tijdens de brand van 1517; 72 huizen gingen verloren.
De brand brak uit in een woning bij de Eschpoort. Net als in 1517 bestond de stad voornamelijk uit houten vakwerkhuizen, zodat het vuur snel om zich heen kon grijpen. 